# Бартолініт
Бартоліні́т — запалення бартолінових залоз, розміщених біля вагінального отвору.

## Причини
Найчастіше його спричинює гонокок. При бартолініті внаслідок утруднення виділення секрету залози часто утворюється її кіста, схильна до нагноєння. Після прориву гнояка вона може рецидивувати. При цьому підтримується гонорейне захворювання сечостатевих органів.